# Magasin Aniara
Magasin Aniara var en kortlivad svenskspråkig science fiction-tidskrift som gavs ut mellan 1994 och 1995. Tidskriften gavs ut och trycktes i Estland. Redaktör var fysikern Janne Wallenius.